# 原糸体

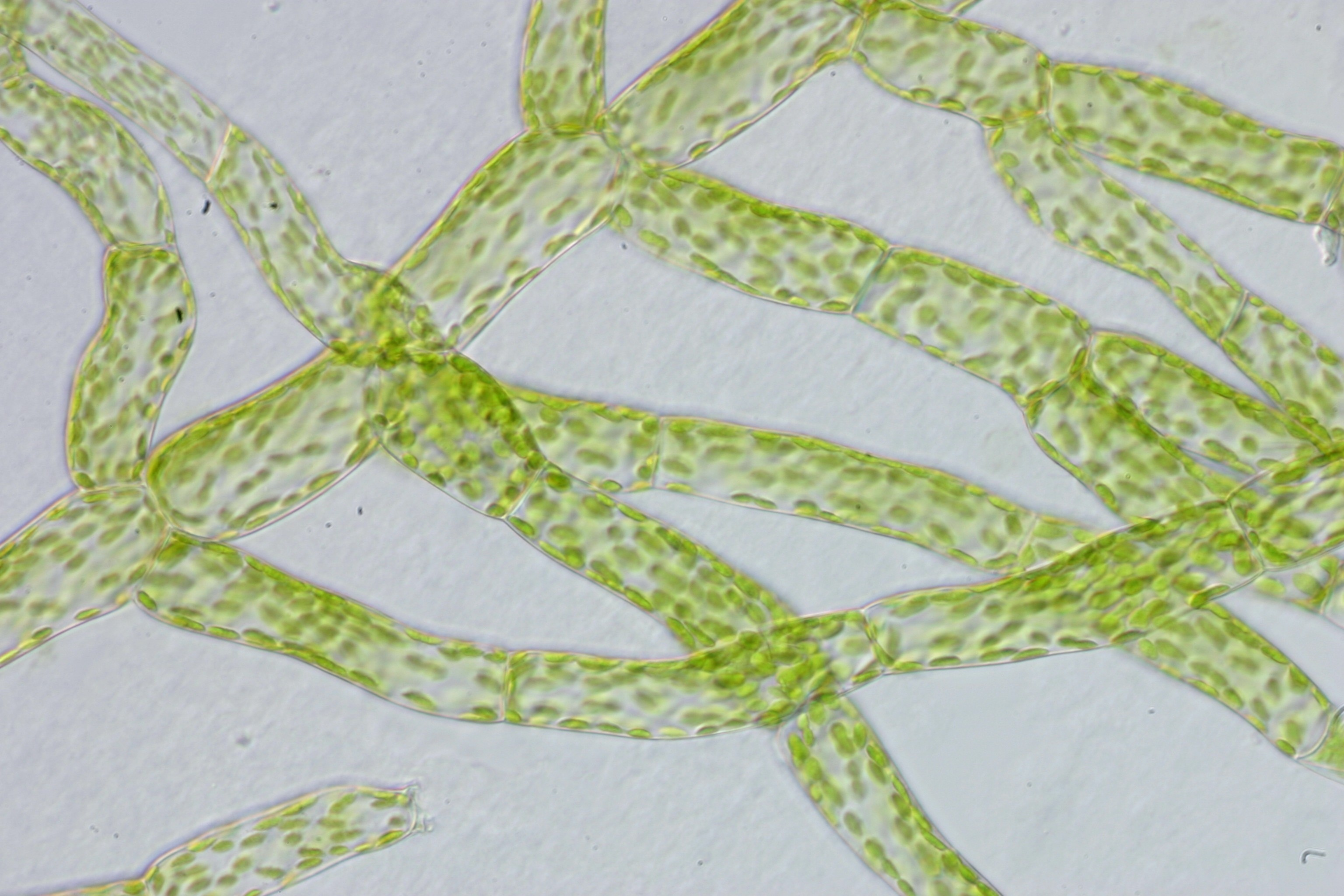
コケ植物「ヒメツリガネゴケ」の原糸体

原糸体（げんしたい protonema 複：protonemata）はコケ植物、およびシダ植物において、胞子の発芽後すぐに形成される構造である。一般的なものは糸状であるが、そうでないものもある。普通は主としてコケ植物のそれを指し、以降、主にこれについて扱う。それ以外の用法は下にまとめる。

## 概説
原糸体はコケ植物の胞子が発芽した際に出来るもので、一般的なコケ（スギゴケなどセン類のマゴケ亜綱のもの）では糸状に伸び、枝分かれしてその上にコケ本体の芽が出来て、やがてこれが生長してコケの姿になる。生活史の一段階ではあるが、生涯にこれを維持する種もある。コケ本体は単相の配偶体であり、原糸体もその点では同じである。ただしその形は枝分かれした糸状とは限らず、糸状でもごく短いもの、塊状のもの、扁平な葉状のものなどもある。それらは分類群の特徴ともなっている。種によっては液体培地中に通気して大量培養することが可能で、それを用いた応用もある。

## 生活史の中で
スギゴケなどの蘚類マゴケ亜綱のコケはもっとも種数が多く、標準的なコケである。この群での生活史では、まず胞子嚢内で胞子が形成され、それが散布される。この胞子は減数分裂によって形成されるので単相(n)である。胞子が発芽すると、分裂を繰り返して細長い糸状の構造を作る。これが原糸体である。これは細胞が1列に並んだ構造なので、ごく細くて肉眼で見えない程度のものである。しかし次第に枝分かれして伸び、基盤の上を薄く覆うようになる。また葉緑体を持ち、光合成をする。そのため広がった部分は肉眼でも緑色に見える。やがて広がった原糸体のあちこちに芽が出来て、これが生長するとスギゴケなどのコケ本体が出来る。この間、細胞分裂はすべて体細胞分裂なので、原糸体もコケ本体も核相は単相(n)であり、いわゆる配偶体である。やがてコケ本体の上に造精器、造卵器が形成され、造精器から泳ぎだした精子が造卵器中の卵細胞と受精し、複相(2n)の細胞体を生じ、これが胞子嚢となる。

## 構造

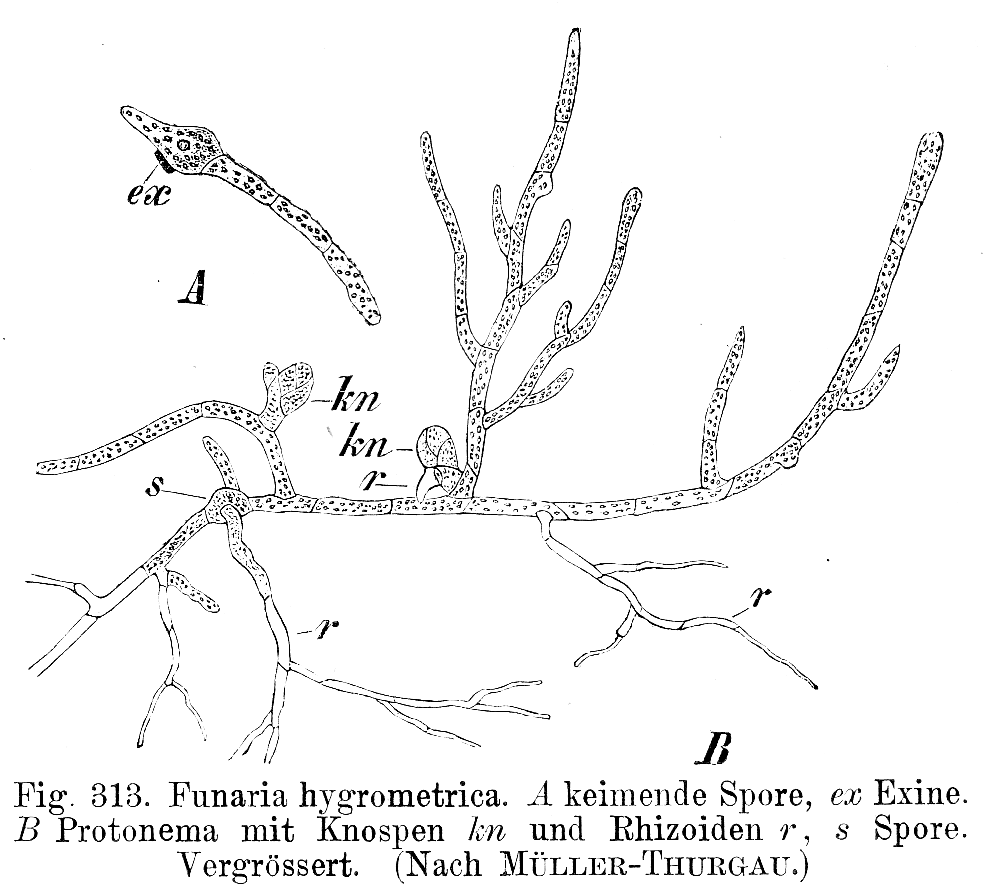
ヒョウタンゴケの原糸体

上記のような分枝した糸状の原糸体の場合、その成長段階に2つの相が区別される。原糸体は基部細胞が分枝する機能を持ち、先端には分裂する頂端細胞がある。それらの細胞は、発生の初期にはクロロネマ(chloronema)と呼ばれる型のもので、葉緑体を多く持つこと、それに細胞分裂によって生じる隔壁が伸長方向に対して垂直に入ることを特徴とする。その後次第にカウロネマ(caulonema)という型の細胞が増え、これは隔壁が伸長方向に斜めに入る。コケ本体に成長する芽はカウロネマから生じる。

## 分類群との関係
上記のように、分枝を持つ糸状の原糸体は主として蘚類のマゴケ亜綱のものに見られる。それ以外の群ではかなり形の異なる原糸体が見られる。
蘚類はマゴケ亜綱の他にナンジャモンジャゴケ亜綱、ミズゴケ亜綱、クロゴケ亜綱を含む。
このうちでナンジャモンジャゴケ亜綱はこの時点では原糸体が確認されていない。
- ミズゴケ亜綱では葉状の原糸体が知られる。

この類では最初に糸状に数細胞が続く形の糸状の細胞列を生じ、次にその先端から平坦な葉状の構造を発達させ、葉状の原糸体が形成される。種によっては更にその縁から二次的な葉状原糸体を形成する。
- クロゴケ亜綱では多列の細胞からなる原糸体が作られる。

この類の胞子は厚い壁を持ち、胞子はその内部で分裂し、数個の細胞からなる塊状の原糸体となる。ここから更に外に向かって糸状や葉状の原糸体が伸び出し、その上にコケ本体が形成される。
なお、マゴケ亜綱においてもヨツバゴケ属 Tetraphis などでは葉状の原糸体が形成される。この原糸体はまず分枝した糸状の原糸体が形成され、その上に各部から葉状の構造が作られる形を取る。
コケ植物とされるものには蘚類以外に苔類とツノゴケ類がある。
- 苔類の場合、原糸体は発達が蘚類より悪く、構成する細胞はせいぜい20個ほどの細胞からなり、糸状ではなく塊状になる例が多い[7]。ウロコゴケ目など茎と葉の区別がある茎葉体を形成するものでは、糸状ないし塊状の原糸体を生じ、その頂端細胞から茎葉体が分化する。ゼニゴケのように葉状体を形成するものでは2-7細胞程度の短い糸状の原糸体しか作らず、その上に数細胞から数十細胞からなる発芽板を生じ、その上に分化した頂端細胞から葉状体が発達する。いずれにせよ、蘚類のように1つの原糸体から複数の芽が出来ることはなく、胞子1個から生じた原糸体には単一の芽しか出来ない。

- ツノゴケ類では原糸体はあまり発達せず、塊状か糸状で分枝はない[8]。

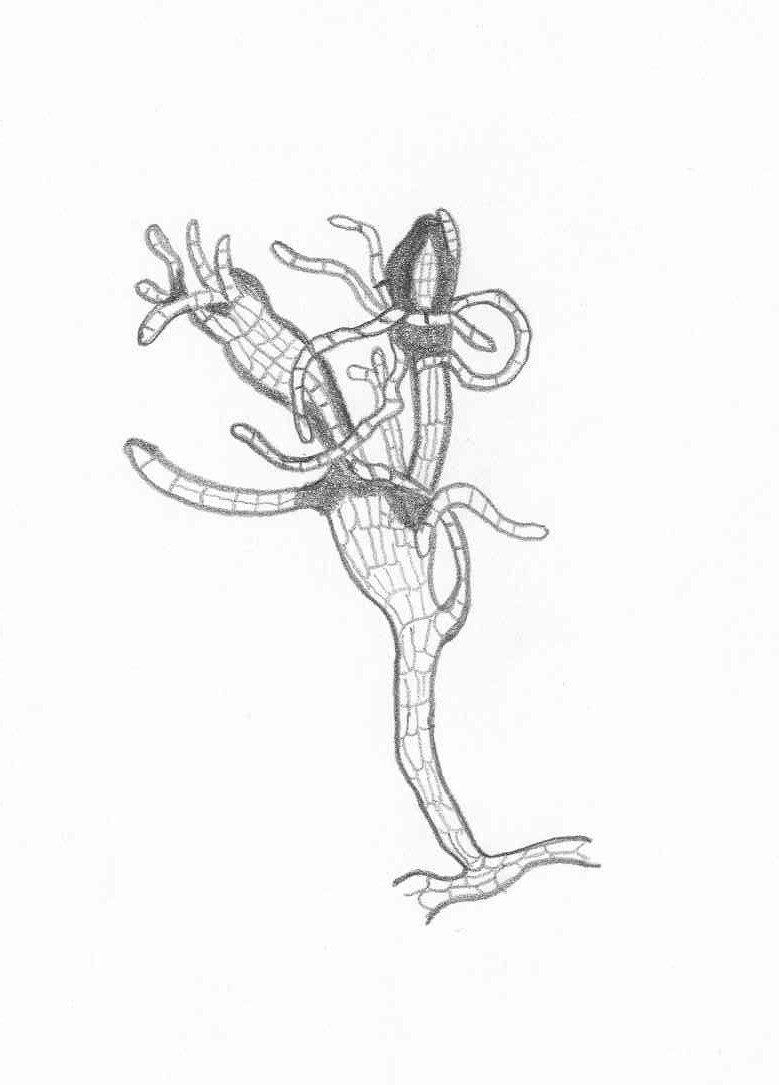
クロゴケ類の原糸体 Andeaea rupestris
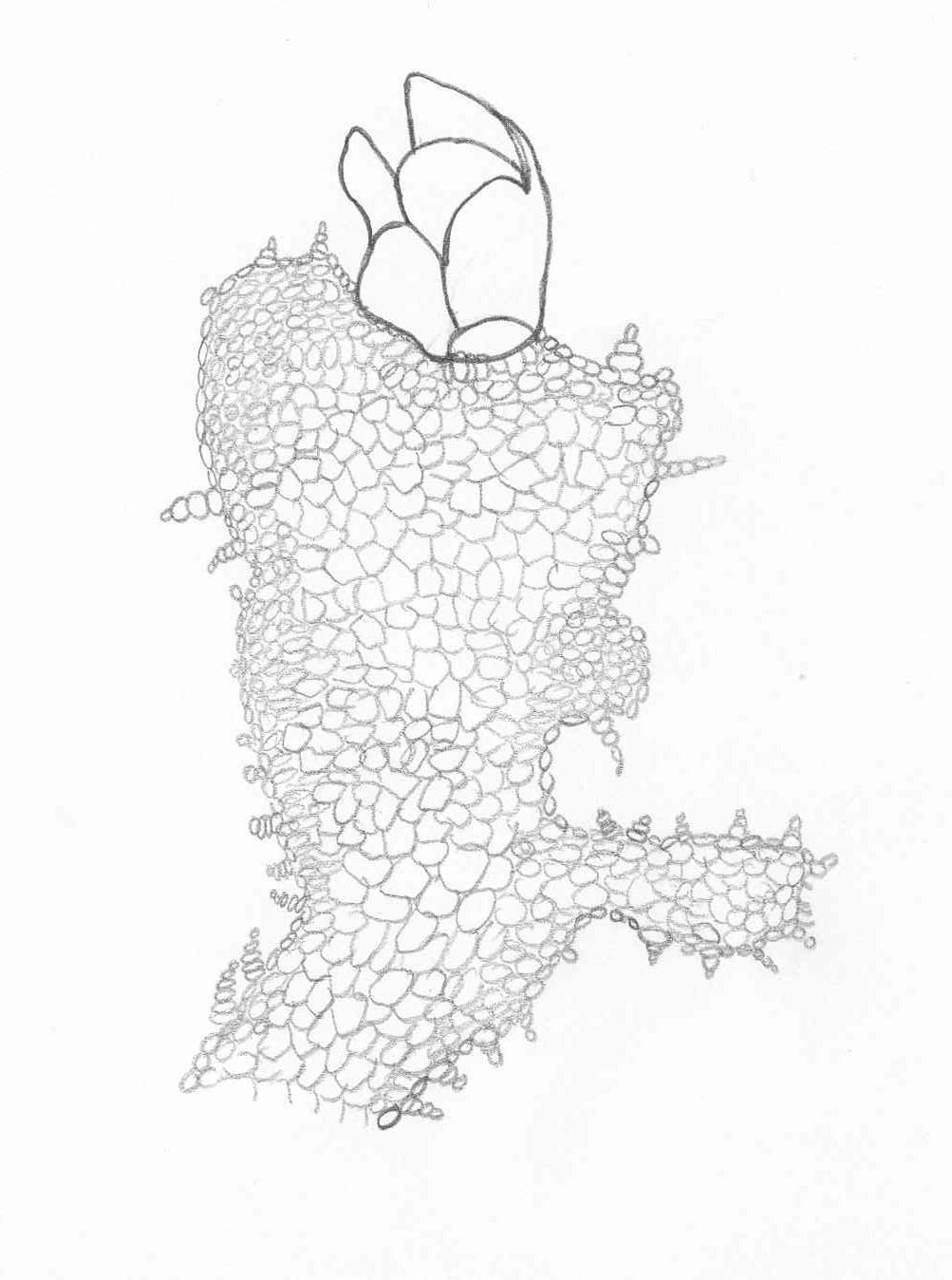
苔類の原糸体の例 Metzgeriopsis pusilla
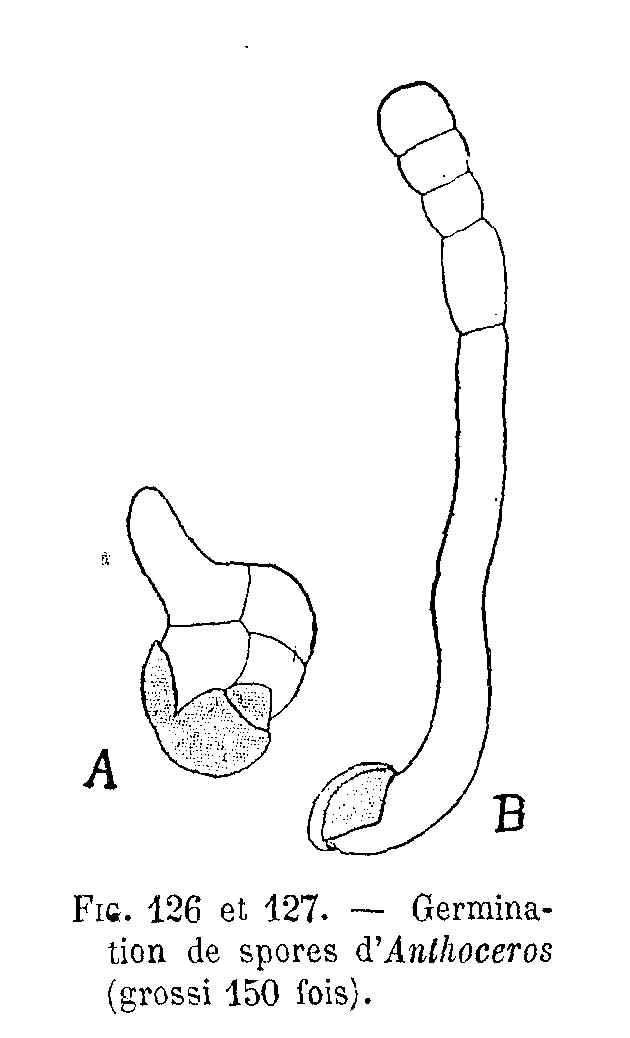
ツノゴケ類の原糸体の例 Anthoceros sp.

## ずっと維持される例
上記のように原糸体は本体が発達するまでの一時的な栄養体であり、コケ本体が成長すると消えてしまうのが普通である。しかし、たとえばハミズゴケ Pogonatum spinulosum はスギゴケの仲間でありながら葉を発達させず、地面から胞子嚢だけが突き出したような姿である。この種では原糸体が地表に広がって光合成を行い、コケ本体が形成された後もそのまま残って光合成能のない本体を養う。同様に長期残存する原糸体はヒカリゴケ Schistostega pennata にも見られ、この種は光ることで有名だが、これは原糸体に光を反射する仕組みがあるためである。
さらにエフェメロプシス Ephemeropsis という蘚類は熱帯で生きた葉の上に生育するが、本体がほとんど発達せず、葉の表面にはよく発達した原糸体が広がり、その外見は全体が褐色の毛羽立った吸い取り紙のように見える。

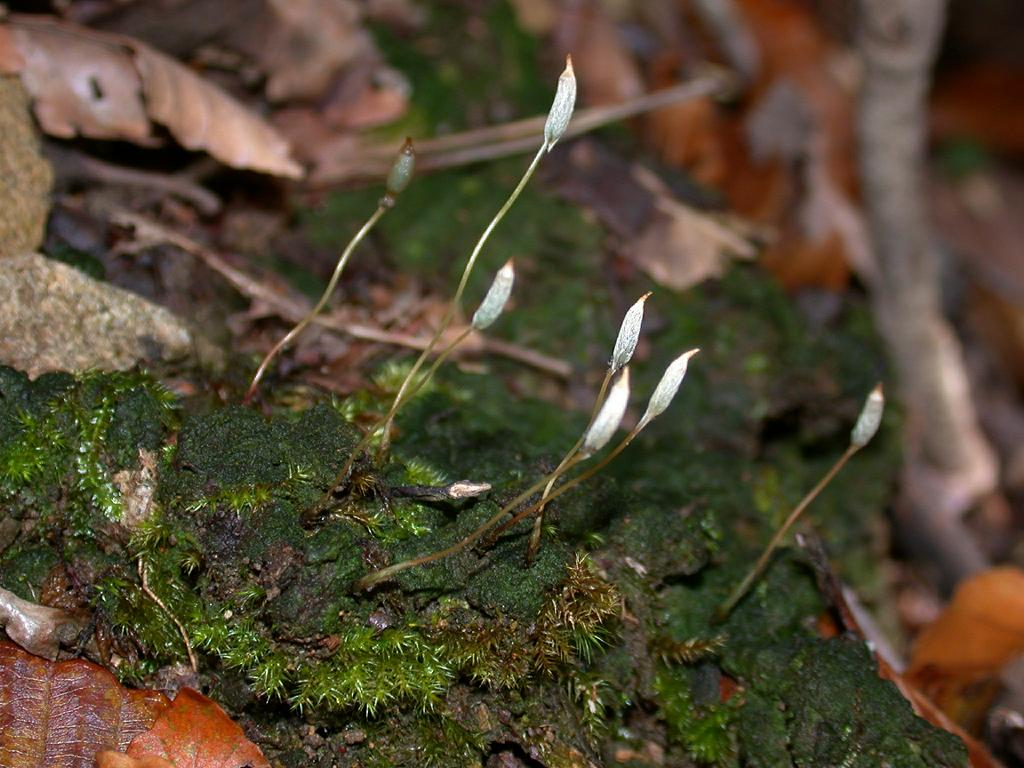
ハミズゴケ 地面が緑になっている。コケの葉は別種
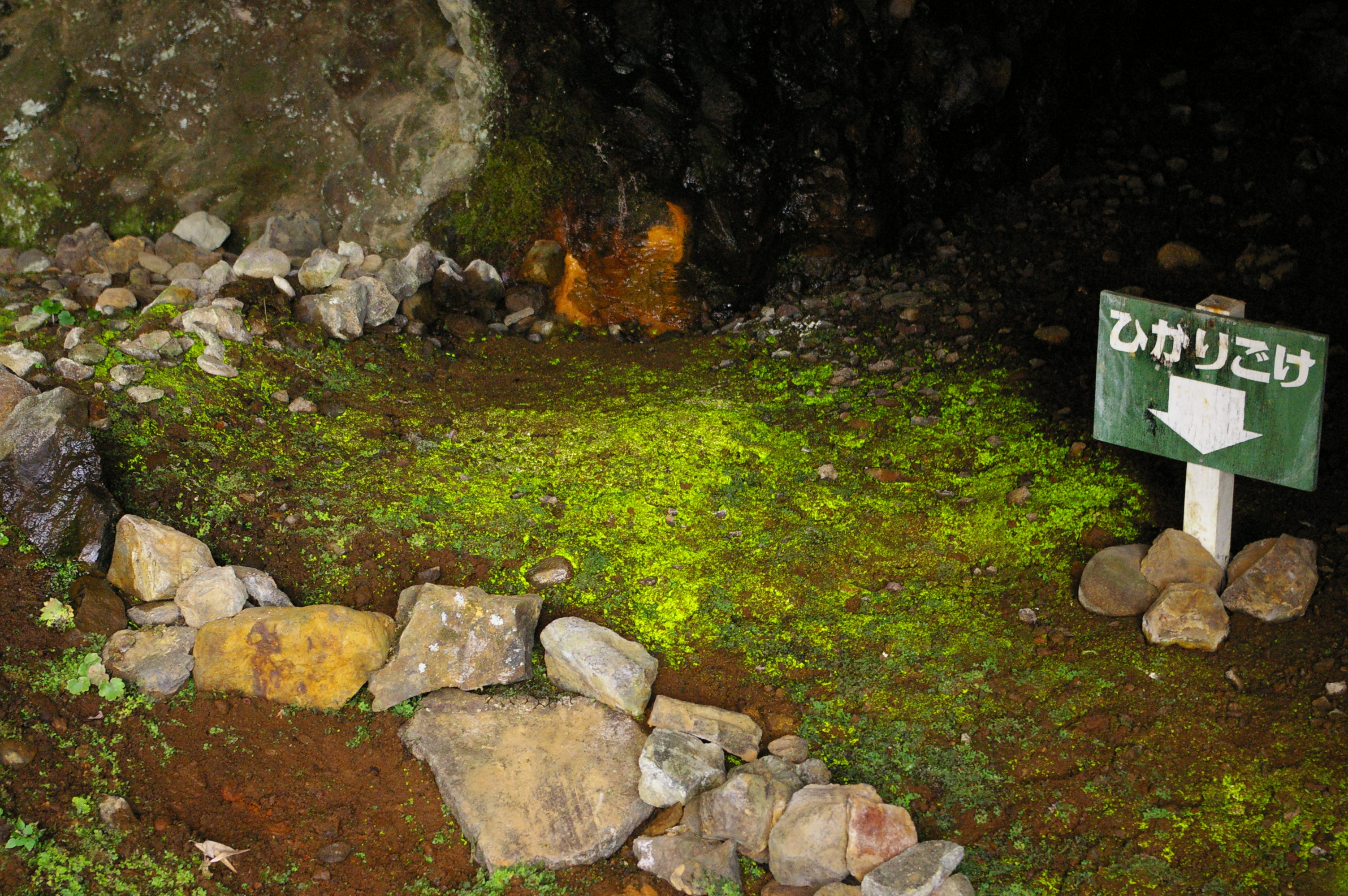
ヒカリゴケ

## 利用
コケの原糸体は人工の培地上で培養することが可能で、小さいだけに微生物的に扱いやすい面がある。更に種によっては液体培地で大量に培養することも可能である。これを利用した応用的な技術がある。
たとえばコケ植物を遺伝子資源として保存する方法として原糸体の状態で低温保存することが提唱されている。
また、コケ類には金属元素を蓄積する性質を持つものがあり、これを利用して環境汚染源の金属元素を吸着させて浄化し、あるいは資源として金属元素を集めることが試みられているが、古くから原糸体がよく研究されているヒョウタンゴケ Funaria Hygrometrica が鉛や金を吸収する性質があり、それを利用するために原糸体を液体通気培養法で大量に培養する方法が試みられている。

## それ以外の原糸体
シダ植物の胞子から発芽した状態のものにもこの名が当てられる。シダ植物の場合、減数分裂で出来た胞子が発芽して生じる配偶体は、前葉体と呼ばれ、一般的なシダ類ではハート型などの扁平な葉状体である。これが出来る時、最初に胞子から発芽して出来た細胞は1列に細胞が並ぶ糸状をなす。これを原糸体という。原糸体の先端には分裂する細胞があり、そこからやがて前葉体を形成するに至る。
その他、シャジクモなどでも発生初期に細胞が一列に並ぶ構造が出来るなど、同様な構造に対してもこの名を当てることがある。